# Albert Wirth (Bauingenieur)
Albert Wirth (* 24. November 1874 in Villach; † 20. Dezember 1957 ebenda) war ein österreichischer Großgrundbesitzer, Forstwirt, Baumeister und Abgeordneter zum Kärntner Landtag. Er gilt als einer der Gründerväter und Initiatoren des Nationalparks Hohe Tauern.

## Leben
Albert Wirth wurde 1874 in Villach geboren. Sein Vater Franz Xaver Wirth (1845–1913) kam aus Bayern und hatte an der ETH Zürich Maschinenbau studiert. 1873 hatte er am Villacher Wasenboden eine große Holzwarenfabrik gegründet, die unter anderem auch Möbel produzierte. Er war politisch und sozial engagiert, unter anderem als Mitglied des Villacher Gemeinderates und des Kärntner Landtages. 1912 bekam er die Ehrenbürgerschaft verliehen, und vermachte seiner Stadt Gründe in Lind, auf denen ein neuer Stadtteil entstand, dessen Zufahrt F.-X.-Wirth-Straße genannt wurde. Die Mutter war dessen Ehefrau Rosa geborene Wieninger (* 6. August 1844; † 18. November 1906). Albert Wirth war römisch-katholisch und heiratete am 23. September 1907 Maria Aicher von Aichenegg (* 18. Juni 1884). Aus der Ehe gingen ein Sohn und zwei Töchter hervor.
Albert Wirth maturierte an der Höheren Baugewerbeschule in Wien und studierte anschließend an der Hochschule für Bodenkultur. Nach einem Praxisjahr beim Bauamt des Österreichischen Lloyd in Triest arbeitete er zur Jahrhundertwende in einem Wiener Bauunternehmen. Während einer Dienstreise durch die USA besuchte er den 1872 gegründeten Yellowstone National Park, den ältesten Nationalpark der Welt. Die Idee, einen großen Naturraum sich selbst zu überlassen und jeglichen menschlichen Eingriff zu vermeiden, faszinierte ihn.
1902 schloss Albert Wirth seine Ausbildung mit der Baumeisterprüfung ab und trat in den väterlichen Betrieb ein. 1907 heiratete er Maria Aicher von Aichenegg. Ihre Familie hatte im 17. Jahrhundert eine bedeutende Stellung als kaiserliche Mauteinnehmer im oberen Mölltal erlangt und kontrollierte damit eine der bedeutendsten Alpenpässe. Maria war gemeinsam mit ihren drei Schwestern die Erbin ausgedehnter Güter in Großkirchheim und Winklern, zu denen auch ein Großteil der Glocknergruppe gehörte. Albert Wirth stieg damit zu einem der größten Grundbesitzer Kärntens auf und wurde in einer Nachwahl vom 11. August 1910 nach dem Tod von Johann Suppan als Mitglied der Kurie der Großgrundbesitzer in den Kärntner Landtag gewählt. Er gehörte dem Landtag bis zum 20. September 1915 an. Im Landtag war er Mitglied des Bauausschusses und des Klubs DVP.
Während des Ersten Weltkrieges kämpfte er an der serbischen, italienischen und russischen Front und stieg dort bis zum Hauptmann auf. Nebenbei erwirtschaftete er ein beträchtliches Vermögen durch den Verkauf großer Mengen Holz an die k.u.k.-Armee. Im Frühjahr 1918 erwarb er die Erbanteile seiner drei Schwägerinnen um 10.000 Kronen und schenkte ein Gebiet von über 4.000 Hektar inklusive Österreichs höchstem Berg (Großglockner) und größtem Gletscher (Pasterze) dem Alpenverein unter der Bedingung, dass das gewidmete Großglocknergebiet als Naturschutzpark der Zukunft erhalten bliebe. Damit bekam der 1862 gegründete Bergsteigerverein, der sich bis dahin um die Erhaltung von Wanderwegen, Klettersteigen und Schutzhütten gekümmert hatte, die Verantwortung über eines der bedeutendsten Gebirgsgruppen der Alpen. Albert Wirth gilt daher als einer der Gründerväter und Initiatoren des heutigen Nationalparks Hohe Tauern, des größten Naturschutzgebietes der Alpen.
Wirth war 1932 ein Gründungsmitglied des Rotary Club Villach und von 1935 bis 1937 über zwei Jahre auch dessen Präsident.
1939 erblindete er durch Ablösung der Netzhaut auf beiden Augen. 1957 starb er im Alter von 83 Jahren in seiner Geburtsstadt Villach.
Das Nationalparkzentrum in Heiligenblut hat einen Veranstaltungssaal, der nach Albert Wirth benannt ist.